# Аккурганский район
Аккурганский район (тума́н; узб. Oqqoʻrgʻon tumani / Оққўрғон тумани) — район в Ташкентской области Узбекистана. Административный центр — город Аккурган.

## История
Аккурганский район был образован в 1935 году. В 1938 году вошёл в состав Ташкентской области.  В 1943 году часть территории района был передана в новый Букинский район.

## Административно-территориальное деление
По состоянию на 1 января 2011 года, в состав района входят:
- Город:

1. Аккурган.

- 2 городских посёлка:

1. Алимкент,
2. Хамзаабад.

- 12 сельских сходов граждан:

1. Айтамгали,
2. Султонобод,
3. Жагалбойли,
4. Аккурган,
5. Аччи,
6. Дустлик,
7. Зарбдар,
8. Зафар,
9. Таштуган,
10. Шохрухия,
11. Элтамгалы,
12. Эркинлик.